# Visibilitat (geometria)

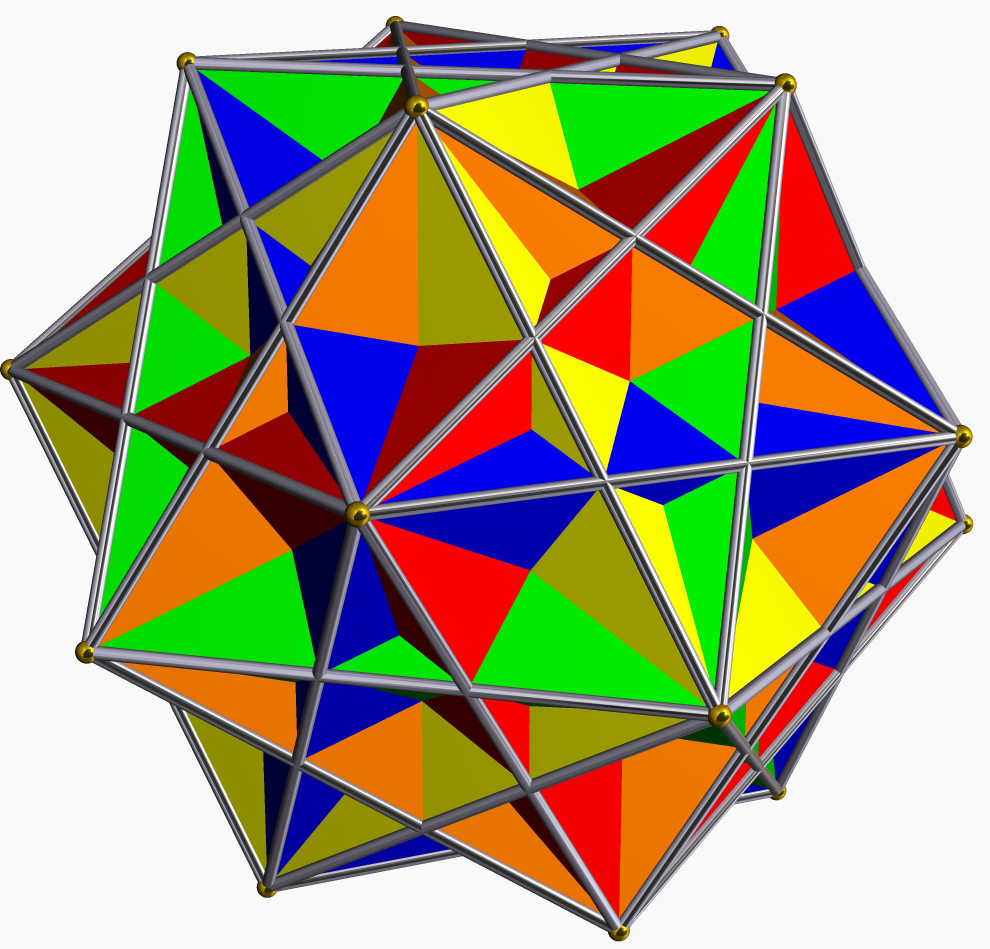
Composició de cinc cubs, deixant visibles algunes de les seves arestes.

La visibilitat és una abstracció matemàtica de la noció existent en la vida quotidiana de visibilitat. S'empra en geometria i es defineix com aquell segment de línia que no genera una intersecció amb qualsevol altra figura. La visibilitat de figures geomètriques és un problema a resoldre en el camp de la geometria computacional, en la presentació d'aplicacions de computació gràfica (en la determinació de la cara oculta) i en el domini de la planificació de moviment de la robòtica.